# 溫日良
温日良（1966年—），別名肥良。香港漫畫家。

## 經歷
1986年，20歲的溫日良與在英國認識的好友一同回港並合資出版一本漫畫，惜銷量不佳，之後加入八二畫社（「鄺氏漫畫有限公司」前身）任職助理，後來隨牛佬學習起稿，曾擔任《我若為皇》編劇及監製。 
1991年，他離開「鄺氏」，自資出版《絕地天行》，不到數期便停刊，然後加入「天下出版有限公司」，與鄧志輝合作的「黑豹列傳」。
1994年，溫日良創立了「海洋創作有限公司」，並出版《海虎》。同時，他與馬榮成發生勞資糾紛，雙方亦鬧上法院，溫日良最終獲判勝訴，資方馬榮成須賠償合約內之酬金及支付全數堂費。　
2012年4月20日，溫日良與李重豪、袁家寶及曹志豪合作，推出雜誌式漫畫《海洋瘋狂》，首期內記載〈邪狼惡獸〉、〈死角〉及〈疤面戰盔〉等三篇漫畫，第二期起加入由KK編繪的〈黑獄島〉。《海洋瘋狂》創刊號全書厚達72頁，往後期數則維持68頁。
2017年開始，肥良嘗試電影導演及編劇，已執導電影有改編自其江湖題材作《燃燒的夏之龍虎鬥》及《母夜叉》。

## 個人及其集團出版之作品
| 書名                           | 年份       | 期數    | 出版社   | 備註                                                            |  |
| ------------------------------ | ---------- | ------- | -------- | --------------------------------------------------------------- |  |
|                                |            |         |          |                                                                 |  |
| 《奇情集》                     | 1986年     | 全2期   | 自資出版 | 與友人Timy(廖添壽)聯名編繪                                      |  |
| 《鬼書皇》                     |            |         | 鄺氏     | （我若為皇第1,2輯及第3輯早期）                                  |  |
| 《絕地天行》                   | 1991年2月  | 全7期   | 自資出版 | 溫日良監製，鄧志輝作畫                                          |  |
| 《黑豹列傳》                   | 1991年6月  | 共155期 | 天下     | 由第二輯故事「東方巨人」開始 至第十一輯故事「豹之宿命」         |  |
| 《爭雄歲月》                   | 1994年     | 全1期   | 天下     | 因合約問題而爛尾                                                |  |
| 《海洋特刊》                   | 1994年7月  | 全1期   | 海洋     | 於1994年香港書展首賣                                            |  |
| 《飛天》                       | 1994年7月  | 全6期   | 海洋     | 溫日良主編，鍾國光編繪                                          |  |
| 《海虎》                       | 1994年7月  | 全48期  | 海洋     | 溫日良主編，鄧志輝編繪                                          |  |
| 《海虎 II》                    | 1995年7月  | 全48期  | 海洋     | 溫日良主編，鄧志輝編繪                                          |  |
| 《狂風沙》                     | 1996年6月  | 全4期   | 海洋     | 李重豪主編，袁家寶編繪                                          |  |
| 《海虎 III》                   | 1996年7月  | 全48期  | 海洋     | 溫日良主編，鄧志輝編繪                                          |  |
| 《燃燒的夏》                   | 1996年7月  | 全2期   | 海洋     | 袁家寶主編，鄧志輝編繪                                          |  |
| 《杯麵》                       | 1996年7月  | 全1期   | 海洋     | 鍾國光編繪                                                      |  |
| 《末日戰狼》                   | 1996年     | 全78期  | 海洋     | 袁家寶主編，鄧志輝編繪                                          |  |
| 《陳浩南故事》                 | 1997年     | 全1期   | 浩一     | 牛佬監製，溫日良主編，倫裕國編繪                                |  |
| 《凶獸武者》                   | 1997年7月  | 全1期   | 海洋     | 溫日良主編，鍾國光編繪                                          |  |
| 《龍泰》                       | 1997年7月  | 全2期   | 海洋     | 袁家寶主編，鄧志輝編繪                                          |  |
| 《海洋綜合漫畫》               | 1997年7月  | 全4期   | 海洋     |                                                                 |  |
| 《風刃》                       | 1997年8月  | 全8期   | 海洋     | 溫日良主編，鄧志輝編繪                                          |  |
| 《武神》                       | 1997年10月 | 全300期 | 海洋     | 溫日良主編，鄧志輝編繪                                          |  |
| 《凶獸武者 II》                | 1998年3月  | 全5期   | 海洋     | 鍾國光主編，鄭健和編繪                                          |  |
| 《武神外傳 - 白乾坤》          | 1998年7月  | 全2期   | 海洋     | 溫日良主編，鄧志輝編繪                                          |  |
| 《爆藍王》                     | 1998年7月  | 全1期   | 海洋     | 陳志祥編繪                                                      |  |
| 《足球神射手》                 | 1998年7月  | 全4期   | 海洋     | 袁家寶主編，鄭健和編繪                                          |  |
| 《風雷》                       | 1998年8月  | 全40期  | 海洋     | 袁家寶主編，鄭健和編繪                                          |  |
| 《風暴十三》                   | 1999年3月  | 全12期  | 海洋     | 溫日良主編，鄧志輝編繪                                          |  |
| 《風雷 II》                    | 1999年5月  | 全10期  | 海洋     | 袁家寶主編，鄭健和編繪                                          |  |
| 《超人比比》                   | 1999年7月  | 全1期   | 海洋     | 金城編繪                                                        |  |
| 《凶獸武者 III》               | 1999年7月  | 全4期   | 海洋     | 鍾國光主編，鄧志輝編繪                                          |  |
| 《魔神傳》                     | 1999年9月  | 全3期   | 海洋     | 鄭健和編繪                                                      |  |
| 《天煞狂刀》                   | 1999年10月 | 全48期  | 海洋     | 溫日良、袁家寶主編，鄭健和編繪                                  |  |
| 《魔神傳 II》                  | 2000年7月  | 全6期   | 海洋     | 鄭健和編繪                                                      |  |
| 《武神外傳 - 天王劍》          | 2000年7月  | 全1期   | 海洋     | 溫日良主編，鄧志輝編繪                                          |  |
| 《虎狂龍》                     | 2001年3月  | 全5期   | 海洋     | 海洋二號主編                                                    |  |
| 《魔神傳 III》                 | 2001年5月  | 全33期  | 海洋     | 鄭健和編繪                                                      |  |
| 《武神前傳》                   | 2001年7月  | 全1期   | 海洋     | 溫日良主編，鄧志輝編繪                                          |  |
| 《天煞狂刀 II》                | 2001年7月  | 全24期  | 海洋     | 海洋二號主編                                                    |  |
| 《格鬥 III》                   | 2002年4月  | 全6期   | 海洋     | 袁家寶主編，倫裕國編繪                                          |  |
| 《愛的感覺．沙律》             | 2002年4月  | 全3期   | 海洋     |                                                                 |  |
| 《亞洲雄獅》                   | 2002年9月  | 全10期  | 海洋     | 海洋二號主編                                                    |  |
| 《絕地天行》                   | 2002年11月 | 全8期   | 海洋     | 鄭健和編繪                                                      |  |
| 《風林火山》                   | 2003年3月  | 全3期   | 海洋     | 鄭健和編繪                                                      |  |
| 《無我乾坤》                   | 2003年6月  | 全4期   | 海洋     | 袁家寶編繪                                                      |  |
| 《暴拳凶星》                   | 2003年6月  | 全4期   | 海洋     | 鄭健和主編，倫裕國編繪                                          |  |
| 《武神鳳凰》                   | 2003年7月  | 全138期 | 海洋     | 鄭健和主編，鄧志輝編繪                                          |  |
| 《赤柱飯堂》                   | 2003年9月  | 全25期  | 海洋     | 溫日良主編，鄧志輝編繪                                          |  |
| 《雷火洪步》                   | 2004年3月  | 全25期  | 海洋     | 即《赤柱飯堂 II》                                               |  |
| 《殺手日記》                   | 2004年9月  | 全4期   | 海洋     | 溫日良主編，鄧志輝編繪                                          |  |
| 《狂刀 04》                    | 2004年10月 | 全14期  | 海洋     | 海洋二號主編                                                    |  |
| 《凶獸狂刀》                   | 2005年1月  | 全36期  | 海洋     | 海洋二號主編                                                    |  |
| 《武神外傳． 希望》            | 2005年2月  | 全1期   | 海洋     | 溫日良主編                                                      |  |
| 《功夫小子》                   | 2005年8月  | 全2期   | 海洋     |                                                                 |  |
| 《神風．英雄》                 | 2005年9月  | 全4期   | 海洋     | 海洋二號主編                                                    |  |
| 《滅神密碼》                   | 2005年10月 | 全4期   | 海洋     | 海洋二號主編                                                    |  |
| 《老頭子與小豆丁》             | 2005年10月 | 全14期  | 海洋     |                                                                 |  |
| 《邪狼．三兄弟》               | 2005年11月 | 全6期   | 海洋     | 溫日良主編，鄧志輝編繪                                          |  |
| 《爛仔鐵拳．亞力》             | 2006年1月  | 全15期  | 海洋     | 海洋二號主編                                                    |  |
| 《武神飛天》                   | 2006年3月  | 全60期  | 海洋     | 溫日良主編，鄧志輝編繪                                          |  |
| 《老頭子與小豆丁 10.5 特別號》 | 2006年8月  | 全1期   | 海洋     |                                                                 |  |
| 《武神外傳 ．黃金》            | 2006年10月 | 全1期   | 海洋     | 溫日良主編                                                      |  |
| 《武神海虎．地獄》             | 2007年5月  | 全50期  | 海洋     | 溫日良主編                                                      |  |
| 《武神外傳．飛沙》             | 2007年11月 | 全4期   | 海洋     | 溫日良主編                                                      |  |
| 《武神終極》                   | 2008年5月  | 全88期  | 海洋     | 溫日良主編                                                      |  |
| 《海虎無限》                   | 2008年12月 | 全48期  | 海洋     | 溫日良主編                                                      |  |
| 《武神外傳．星爺》             | 2008年12月 | 全1期   | 海洋     | 溫日良主編                                                      |  |
| 《終極狂龍》                   | 2009年12月 | 全4期   | 海洋     | 即《赤柱飯堂 III》                                              |  |
| 《武神 108》                   | 2010年2月  | 全24期  | 海洋     | 海洋二號主編                                                    |  |
| 《武神週刊》                   | 2010年8月  | 全110期 | 海洋     | 溫日良主編                                                      |  |
| 《天外飛魔》                   | 2010年8月  | 全4期   | 海洋     | 溫日良主編，倫裕國編繪                                          |  |
| 《龍虎帥》                     | 2010年9月  | 全4期   | 海洋     | 溫日良主編，倫裕國編繪                                          |  |
| 《小豆丁 & ComiCaCa》          | 2011年2月  | 全6期   | 海洋     |                                                                 |  |
| 《絕地轉生》                   | 2011年3月  | 全1期   | 海洋     | 溫日良編繪                                                      |  |
| 《飆》                         | 2012年3月  | 全5期   | 海洋     | 溫日良編繪                                                      |  |
| 《海洋瘋狂》                   | 2012年4月  | 全8期   | 海洋     | 包括《邪狼惡獸》、《死角》、《疤面戰盔》 及《黑獄島》四篇漫畫。 |  |
| 《粗口俠》                     | 2012年6月  | 全1期   | 海洋     | 溫日良編繪，郭漢強構思                                          |  |
| 《鬼王天弓傳》                 | 2012年11月 | 全1期   | 海洋     | 海洋二號主編，戴慶賢主筆                                        |  |
| 《新著 中華英雄》              | 2014年4月  | 全2期   | 大渡     | 溫日良主編                                                      |  |
| 《末世北斗》                   | 2014年5月  |         | 大渡     | 溫日良主編                                                      |  |
| 《海虎 - THE BEGINNING》       | 2014年6月  | 全1期   | 海洋     | 溫日良主編                                                      |  |
| 《海虎 2.5 - 末世曙光》        | 2015年6月  | 全3期   | 海洋     | 溫日良主編                                                      |  |
| 《集結號》                     | 2015年6月  |         | 大渡     | 溫日良主編                                                      |  |　　　　　　　　　　　　　　　　　　　　　　　　　　　　　　　　　　　

## 外部連結
- （繁體中文） 海洋創作官方網頁 （页面存档备份，存于）
- （繁體中文） 海洋創作官方的Facebook專頁
- （繁體中文） 海虎再生工作室官方 （页面存档备份，存于）